# Do Cativeiro Babilônico da Igreja

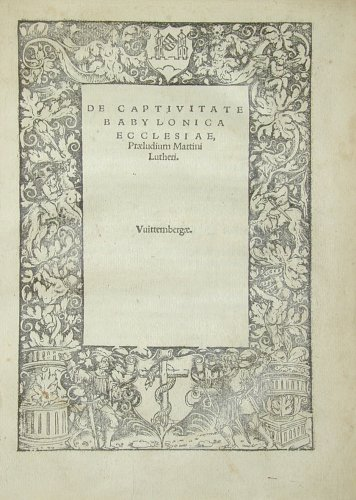
Frontispício de uma edição em latim.

Do Cativeiro Babilônico da Igreja (português brasileiro) ou Do Cativeiro Babilónico da Igreja (português europeu) (em latim: De Captivitate Babilonica Ecclesiae), de outubro de 1520, foi o segundo dos três grandes tratados publicados por Martinho Lutero em 1520, logo após "À Nobreza Cristã da Nação Alemã" (agosto) e antes de "Sobre a Liberdade do Cristão" (novembro). Trata-se de um tratado teológico e, como tal, foi publicado em latim e depois traduzido para o alemão.

## Conteúdo
O tom da obra é irado e é um ataque direto ao papado. Embora Lutero tenha esbarrado no tema em "À Nobreza Cristã...", esta foi a primeira vez que ele acusou diretamente o papa de ser Anticristo. Sua publicação marcou uma radicalização do discurso de Lutero, que apenas um ano antes havia defendido a validade dos sacramentos e agora passou a atacá-los. No decorrer do texto ele examina os sete sacramentos da Igreja Católica à luz de sua interpretação da Bíblia. 

O título da obra faz referência ao fato de que a administração dos sacramentos pela Igreja Católica era feita pela força do opus operatum (ou seja, com a crença de que a mera participação no batismo e na missa iriam trazer a graça de Deus sobre as pessoas) e extinguia a necessidade de fé. Essa prática tirava a igreja de sua "terra" (ou seja, da salvação pela fé somente) e a levava a um cativeiro (o cativeiro das obras). Lutero diz: 
"De tudo isso, vemos quão grande a ira de Deus tem sido, que permitiu que nossos ímpios mestre nos ocultassem as palavras do testamento e assim, se possível, até mesmo extinguir a fé. É evidente o que se segue à extinção da fé, a saber, as mais ímpias superstições a respeito das obras. Pois quando a fé perece e a palavra silencia, mesmo obras justas e tradições de obras se levantam no lugar dela. Por meio dessas coisas, fomos removidos da nossa terra, como que em um cativeiro na Babilônia, e tudo o que nos era caro foi tirado de nós."  
Sobre a eucaristia, Lutero defende a restauração do consumo do vinho pelos leigos, descarta a doutrina católica da transubstanciação, afirma a presença real do corpo e do sangue de Cristo na Eucaristia e rejeita a doutrina de que a missa é um sacrifício oferecido a Deus ou uma boa ação.  
Com relação ao batismo, Lutero afirma que ele só leva à justificação se vier juntamente com a fé salvadora do recebedor; porém, ele reafirma o batismo como a fundação da salvação mesmo para aqueles que possam depois se desviar da fé ("cair") antes de serem resgatados. Sobre a confissão, sua essência consiste nas palavras da promessa (absolvição) recebida pela fé. 
Apenas estes três podem ser considerados como sacramentos por causa de sua instituição divina e das promessas divinas de salvação relacionadas a eles. Mas, de forma mais estrita, apenas o batismo e a eucaristia são sacramentos, uma vez que apenas eles tem "sinais visíveis divinamente instituídos": a água no batismo e o pão e o vinho na eucaristia.
Sobre os demais, a crisma, o matrimônio, a ordem e a unção dos enfermos, Lutero afirmou não se tratarem de sacramentos.

## Influência
Embora tenha sido publicada em latim, uma tradução foi rapidamente disponibilizada em alemão por um adversário de Lutero, o franciscano de Estrasburgo Thomas Murner. Ele acreditava que ao tornar pública a natureza radical das crenças de Lutero, o povo iria perceber o quão tolo era segui-lo. Na realidade, o que aconteceu foi o inverso e a tradução de Murner ajudou a espalhar a visão de Lutero por toda a Alemanha. A virulência da linguagem de Lutero, porém, desagradou alguns: depois da publicação desta obra, com sua dura condenação do papado, o renomado humanista Erasmo, que havia antes apoiado cautelosamente suas atividades, se convenceu de que não poderia mais apoiar o clamor por mudanças de Lutero.